# Giles Brindley
Giles Skey Brindley (Woking, 30 april 1926) is een Brits fysioloog, musicoloog en componist. Bridley is bekend vanwege zijn bijdragen aan de fysiologie van het netvlies en visuele waarneming van kleuren en vanwege zijn onderzoek naar erectiestoornissen.

## Leven en werk
Bridley kreeg zijn opleiding aan het Downing College in Cambridge en in het Royal London Hospital. Hij vervulde zijn militaire dienst bij de RAF. Daarna had hij aanstellingen aan de Universiteit van Cambridge en de Universiteit van Londen. Hij schreef tientallen wetenschappelijke artikelen over zeer diverse onderwerpen. Hij was promotor van de neurowetenschapper David Marr, en begeleider van neurowetenschapper Duco Hamasaki.
Brindley was enige tijd lid van de Ratio Club met Alan Turing, Horace Barlow, John Westcott en andere onderzoekers. De Club kwam tussen 1949 en 1952 bijeen om hersenonderzoek, nieuwe technologie en andere kwesties te bespreken.
Brindley is misschien het meest bekend geworden door een ongewone wetenschappelijke presentatie op jaarlijkse bijeenkomst van de American Urological Association in 1983 in Las Vegas. Hij gaf daar een lezing met dia's, en stroopte aan het eind van zijn lezing als ultiem bewijs voor zijn beweringen zijn trainingsbroek naar beneden om het publiek zijn chemisch opgewekte erectie te laten zien. Hij had van tevoren in zijn hotelkamer fenoxybenzamine in zijn penis geïnjecteerd.
Brindley is ook een pionier op het gebied van oogprotheses. In de jaren zestig ontwikkelde hij een van de eerste oogprotheses. Deze prothese werd getest op vier blinde patiënten, en gaf hen een basaal visueel gevoel, maar verdere ontwikkeling stokte. Brindley ontwikkelde ook hersteloplossingen voor controle over de blaas bij dwarslaesiepatiënten. 
Hij is lid van de Royal Society, en hield in 1986 de driejaarlijkse Ferrier-lezing.
Brindley is een veelzijdig man. Hij ontwikkelde in de jaren zestig een elektronische versie van de fagot, de 'logische fagot'. Deze versie was gemakkelijker te bespelen dan een normale fagot, maar werd nooit op de markt gebracht.
Hij heeft ook muziek gecomponeerd voor blaasinstrumenten, waaronder de werken Variations on a Theme by Schoenberg en The Waterman's Daughter.